# خانه اپرای بوستون (۱۹۰۹)
خانه اپرای بوستون یک خانهٔ اپرا واقع در خیابان هانتینگتون در بوستون، ماساچوست بود. در سال ۱۹۰۹ (۱۱۵ سال پیش) به‌عنوان خانه شرکت اپرای بوستون افتتاح شد و در سال ۱۹۵۸ (۶۶ سال پیش) پس از سال‌ها عدم‌استفاده تخریب شد.
اسپیر هال، یک خوابگاه دانشگاه اکنون در جنوب شرقی، در گوشهٔ میدان اپرا و خیابان هانتینگتون قرار دارد.

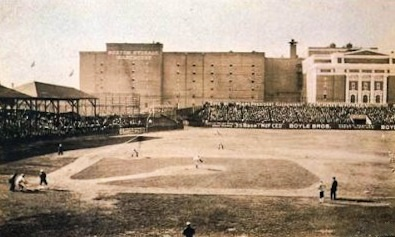
میدان هانتینگتون، خانه رد ساکس از سال ۱۹۰۱ تا ۱۹۱۱، با خانه اپرا در بالا سمت راست قابل مشاهده است.